# Współczynnik korelacji tetrachorycznej
Współczynnik korelacji tetrachorycznej – jedna z miar zależności, współczynnik określający poziom zależności pomiędzy dwiema zmiennymi dychotomicznymi. Zakładamy przy tym, że obydwie zmienne są faktycznie zmiennymi ciągłymi i o rozkładzie normalnym, natomiast zostały one sprowadzone do skali dychotomicznej w celu ich uproszczenia lub z innych powodów.
Przykład zastosowania: korelacja pomiędzy wynikami uczniów pewnej klasy z egzaminu z matematyki i egzaminu z biologii, przy czym wyniki egzaminów zostały sprowadzone do postaci dychotomicznej (wartości: wynik powyżej mediany dla klasy lub wynik poniżej mediany dla klasy).

## Obliczanie
Oznaczmy w następujący sposób liczebności w tablicy kontyngencji o wymiarach 2×2 pokazującej rozkład dwóch zmiennych dychotomicznych:
|       | y = 1               | y = 0               | total               |
| x = 1 | {\displaystyle a}   | {\displaystyle b}   | {\displaystyle a+b} |
| x = 0 | {\displaystyle c}   | {\displaystyle d}   | {\displaystyle c+d} |
| total | {\displaystyle a+c} | {\displaystyle b+d} | {\displaystyle n}   |

Dokładne wyznaczenie wartości współczynnika korelacji tetrachorycznej na podstawie danych z próby wymaga dość złożonych numerycznie obliczeń. Należy znaleźć {\displaystyle {\hat {\rho }}}, wykorzytując następującą równość:
{\displaystyle {\frac {d}{n}}=\int _{\hat {h}}^{\infty }\int _{\hat {k}}^{\infty }{\frac {1}{2\pi \left(1-{\hat {\rho }}^{2}\right)^{1/2}}}{\text{exp}}\left[{\frac {-\left(x^{2}-2{\hat {\rho }}xy+y^{2}\right)}{2\left(1-{\hat {\rho }}^{2}\right)}}\right]dy{\text{ }}dx},
gdzie {\displaystyle {\hat {h}}=\Phi ^{-1}\left({\frac {a+c}{n}}\right)} i {\displaystyle {\hat {k}}=\Phi ^{-1}\left({\frac {a+b}{n}}\right)}.
W 2005 Bonett i Price zaproponowali uproszczony wzór umożliwiający uzyskanie oszacowania o dobrych właściwościach:
{\displaystyle {\hat {\rho }}^{*}=\cos \left({\frac {\pi }{1+{\hat {\omega }}^{\hat {c}}}}\right)},
gdzie: {\displaystyle \pi } to liczba pi, {\displaystyle {\hat {c}}} wyznaczone jest za pomocą następującego wzoru:
{\displaystyle {\hat {c}}={\frac {1}{2}}\left(1-{\frac {|b-c|}{5(n+2)}}-\left({\frac {1}{2}}-{\frac {min(a+b;a+c;b+d;c+d)+1}{n+2}}\right)^{2}\right)}
zaś {\displaystyle {\hat {\omega }}} to oszacowanie ilorazu szans z wykorzystaniem liczebności w komórkach tablicy kontyngencji powiększonych o 0,5:
{\displaystyle {\hat {\omega }}={\frac {(a+0{,}5)(d+0{,}5)}{(b+0{,}5)(c+0{,}5)}}}.